# كيني إدواردز
كيني إدواردز (بالإنجليزية: Kenny Edwards)‏ هو عازف مندولين وموسيقي وعازف قيثارة ومنتج أسطوانات ومغن مؤلف أمريكي، ولد في 10 فبراير 1946، وتوفي في 18 أغسطس 2010 بسبب سرطان البروستاتا.

## وصلات خارجية
- الموقع الرسمي
- كيني إدواردز على موقع ميوزك برينز (الإنجليزية)
- كيني إدواردز على موقع أول ميوزيك (الإنجليزية)
- كيني إدواردز على موقع ديسكوغز (الإنجليزية)